# Der Waldgang
Der Waldgang ist ein 1951 erschienener Essay von Ernst Jünger. Darin geht es um die Frage: Wie verhält sich der Mensch angesichts und innerhalb der Katastrophe? Als „Waldgänger“ beschreibt Jünger einen Menschen, der sich gedanklich unabhängig hält von der umgebenden Gesellschaft und zum Widerstand fähig ist, falls der jeweilige Staat ein verbrecherischer ist oder wird. Der Waldgang gehört mit Über die Linie, Der gordische Knoten und Der Weltstaat in eine Reihe von Essays, in denen sich Jünger in den 1950er Jahren mit der politischen Situation seiner Zeit auseinandersetzte.

## Inhalt
Ausgangspunkt ist eine Betrachtung von Wahlen, die so gelenkt sind, dass keine wirkliche Alternative mehr besteht und 98 Prozent Zustimmung erzielt werden. Einige angeführte Aspekte, wie uniformierte Wahlhelfer, staatliche Propaganda oder suggestiv gestaltete Wahlzettel, erinnern an Scheinwahlen in Diktaturen, doch schränkt Jünger die Beschreibung nicht explizit auf solche ein. Die zwei Prozent der Menschen, die mit Nein stimmen, sind die möglichen Waldgänger. Den Waldgänger stellt Jünger neben den Arbeiter und den Unbekannten Soldaten zu den großen Gestalten unserer Zeit.
Dass ein solcher Waldgänger tatsächlich Widerstand leisten muss, ist die Ausnahme. Für den Normalfall geht Jünger davon aus: „Im allgemeinen bilden die Institutionen und die mit ihnen verknüpften Vorschriften gangbaren Boden; es liegt in der Luft, was Recht und Sitte ist. Natürlich gibt es Verstöße, aber es gibt auch Gerichte und Polizei“. Allerdings muss dieser „Waldgänger“ von vornherein mit der Möglichkeit rechnen und darauf vorbereitet sein, dass sich das ändert und er irgendwann einem verbrecherischen System gegenübersteht: „Man kann sich jedoch nicht darauf beschränken, im oberen Stockwerk das Wahre und Gute zu erkennen, während im Keller den Mitmenschen die Haut abgezogen wird“.
In einer Diktatur wäre es dabei unklug, einen Widerspruch offen zu äußern, es brächte einen lediglich ins Gefängnis. Zugleich erleichtert es eine Diktatur durch die Vereinheitlichung des politischen Lebens dem Waldgänger, Aufmerksamkeit zu erzielen. „Gerade auf eintönigen Unterlagen leuchten Symbole besonders auf“. Ein „Nein“ an einer Hauswand kann als Provokation oder Aufruf bereits reichen. Oder ein bloßes „W“ für Waldgänger oder Widerstand. Wenn Gewalt nötig wird, führt er einen Partisanenkrieg mit Anschlägen und Sabotagen. „Er kann selbst Heere lähmen, wie man es an der Napoleonischen Armee in Spanien gesehen hat“.
Wenn der Waldgänger Widerstand leistet, steht er damit immer außerhalb der jeweiligen staatlichen Rechtsordnung, wie auch immer die beschaffen ist. Er kann also nicht erwarten, dass sich seine Motive strafmildernd auswirken. Er hat also ein Recht zu seinen Handlungen nur in einem ethischen Sinn, nie vor der Rechtsprechung des jeweiligen Staates.

## Rezeption
Die Philosophin Thea Dorn verwies darauf, dass Jüngers Bild vom Waldgänger seine Wurzeln im Mythos vom Deutschen Wald habe; das Buch enthalte die „radikalste Verknüpfung von Wald und Freiheit“ in der deutschen Literatur. Der Waldgänger sei ein „ebenso elitärer wie solitärer Partisan, der sich gegen die Befehle der verwalteten Welt auflehnt“. Ebenfalls aus dem Mythischen und Märchenhaften heraus entwickle Jünger einen zentralen Gedanken, „der allemal wert ist, nicht vergessen zu werden – der Gedanke, dass der Wald der Ort ist, an dem jeder mit seinen Urängsten konfrontiert wird.“
Golo Mann, der Jüngers Arbeiter von Grund auf abgelehnt hatte, schrieb kurz nach Erscheinen des Waldgangs an den Autor: 

„Es ist ein schönes Buch voll tiefer, wahrer Einblicke und sehr schöner Formulierungen [...] Dabei zeigen gewisse Seiten des Waldganges, dass der Autor politisch recht wohl und zutiefst Bescheid weiß. Mein Einwand ist dieser: Es gibt einen E. J., der helfen will. Es gibt einen anderen, älteren E. J., der schauen will, der ästhetisiert: Und von diesem, dem Autor des Arbeiters, ist noch etwas im Waldgang: [...] Und es scheint mir, dass Ihr neueres Werk ohne diese Kategorien auskäme.“

Auch als Ausdruck von Jüngers Distanzierung von der Politik überhaupt wurde das Buch verstanden: „Wie sich in den Marmorklippen angedeutet hat, besteht eine entscheidende Lehre, die Jünger aus dem Nationalsozialismus meint ziehen zu können, dass allem konventionell verstandenen und praktizierten Politischen der Rücken zu kehren sei. [...] Sein Gegenmodell zu einer politischen Landschaft, in der „alle Positionen gleich nichtig“ und Wahlen entsprechend zur bloßen Farce geworden geraten seien, nimmt die Form eines Appells zur Elitenbildung an.“
Der Wiener Germanist Albert C. Eibl meint, dass Jünger seinen Waldgang vordergründig „in der Rückschau auf seine eigenen Erfahrungen und Erlebnisse während der Nazi-Herrschaft“ entwickele, um ihn dann „in der Nachkriegszeit zu einer regelrechten Lebensphilosophie des Nonkonformismus und des Widerstands“ auszubauen. Mit der Entwicklung von vielfältigen Strategien der literarischen Camouflage und des „verdeckten Schreibens“ ab 1934, die auf subversive Regimekritik abzielten, entlarve sich der Schriftsteller Ernst Jünger „als Idealbild des von ihm entworfenen Typus des ‚Waldgängers‘ “.